# Lingua bosniaca
La lingua bosniaca (nome nativo: bosanski jezik) è un idioma slavo riconosciuto come lingua ufficiale in Bosnia ed Erzegovina.

## Distribuzione geografica
Secondo Ethnologue, la lingua bosniaca è parlata da meno di 2 milioni di persone in Bosnia ed Erzegovina (secondo l'ultimo censimento del 2013, sono 1.866.585 persone che lo parlano) , a cui si aggiungono circa 200 000 locutori presenti in altri paesi, soprattutto negli stati confinanti quali Croazia, Serbia e Montenegro.

### Lingua ufficiale
Il bosniaco è una delle lingue ufficiali della Bosnia ed Erzegovina. In Montenegro è lingua co-ufficiale, assieme a montenegrino, serbo, croato e albanese.

## Classificazione
Secondo Ethnologue, la classificazione della lingua bosniaca è la seguente:
- Lingue indoeuropee
  - Lingue slave
    - Lingue slave meridionali
      - Lingue slave sud-occidentali
        - Lingua bosniaca

Secondo lo standard ISO 639 la lingua bosniaca è un membro della macrolingua serbo-croata (codice ISO 639-3 hbs).

## Storia

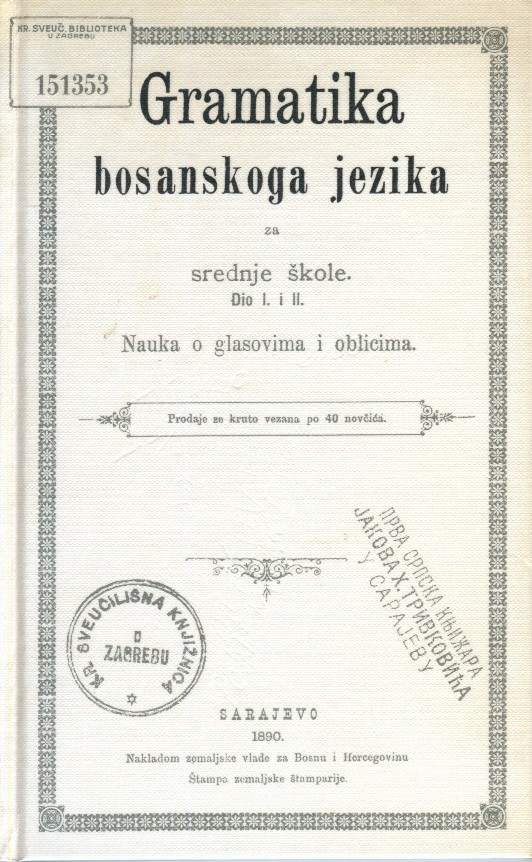
Grammatica bosniaca, 1890

Il bosniaco è una delle versioni standard del diasistema slavo meridionale centrale, basato sul dialetto štokavo.
I locutori bosniaci sono, sul livello dell'idioma colloquiale, più omogenei linguisticamente che le popolazioni della Serbia e della Croazia, ma non sono riusciti, a causa di ragioni storiche, a standardizzare la propria lingua nel periodo cruciale rappresentato dal XIX secolo. Il primo dizionario bosniaco, un glossario bosniaco-turco rimato, venne composto da Muhamed Hevaji Uskufi nel 1631.
Ma, diversamente dai dizionari croati, che vennero scritti e pubblicati regolarmente, l'opera di Uskufi rimase isolata. Due fattori si sono dimostrati decisivi nella non-standardizzazione della lingua bosniaca:
- L'élite bosniaca scriveva quasi esclusivamente in lingua straniera (arabo, turco, persiano). La letteratura vernacolare, scritta in un alfabeto arabo modificato (arebica), era scarsa e molto dispersa nel paese.
- L'emancipazione nazionale dei bosniaci rimase all'ombra di quella di serbi e croati e, poiché rimase un puro fatto nominale l'esistenza della Bosnia, un progetto linguistico sul bosniaco non avrebbe raccolto grandi supporti.

Probabilmente gli autori bosniaci più autentici (il cosiddetto "revival bosniaco" al cambio di secolo XIX-XX secolo) scrivevano in un idioma che era più vicino al croato che al serbo (idioma štokavo-ijekavo occidentale, alfabeto latino), ma che possedeva inconfutabilmente tratti tipicamente bosniaci, soprattutto nel lessico. I principali autori del "rinascimento bosniaco" furono il politico e poeta Safvet-beg Bašagić, il "poeta maledetto" Musa Ćazim Ćatić e lo scrittore Edhem Mulabdić.
Durante il periodo della Jugoslavia comunista, il lessico assorbì molti tratti serbi, ma la scrittura latina divenne dominante. Dopo il collasso della Jugoslavia, il bosniaco tornò ad essere lingua nazionale, sotto il vecchio nome di lingua bosniaca, come lingua standard nazionale distinta.
Sul piano formale, il bosniaco sta cominciando a prendere caratteristiche sempre più distintive: nel lessico, prestiti islamico-orientali sono sempre più frequenti; foneticamente e fonologicamente, il fonema "h" è stato reimmesso in molte parole come segno distintivo della parlata bosniaca e della tradizione linguistica; inoltre, ci sono alcuni cambiamenti nella grammatica, nella morfologia e nell'ortografia che riflettono la tradizione letteraria del bosniaco come prima della prima guerra mondiale, soprattutto quelli del rinascimento bosniaco all'inizio del XX secolo.
Ciò nonostante, ancora oggi, secondo molti linguisti la lingua croata e quella serba, nonché la variante bosniaca e montenegrina, continuano ad essere la stessa lingua da un punto di vista linguistico. L'università di Vienna, città in cui è presente una grande comunità di persone provenienti dai paesi dell'ex-Jugoslavia, ha inserito nei propri piani di studi il serbo-croato come un'unica lingua, chiamandola BKS (Bosnisch-Kroatisch-Serbisch) e tenendo le lezioni senza fare distinzione di titolo tra le varianti.

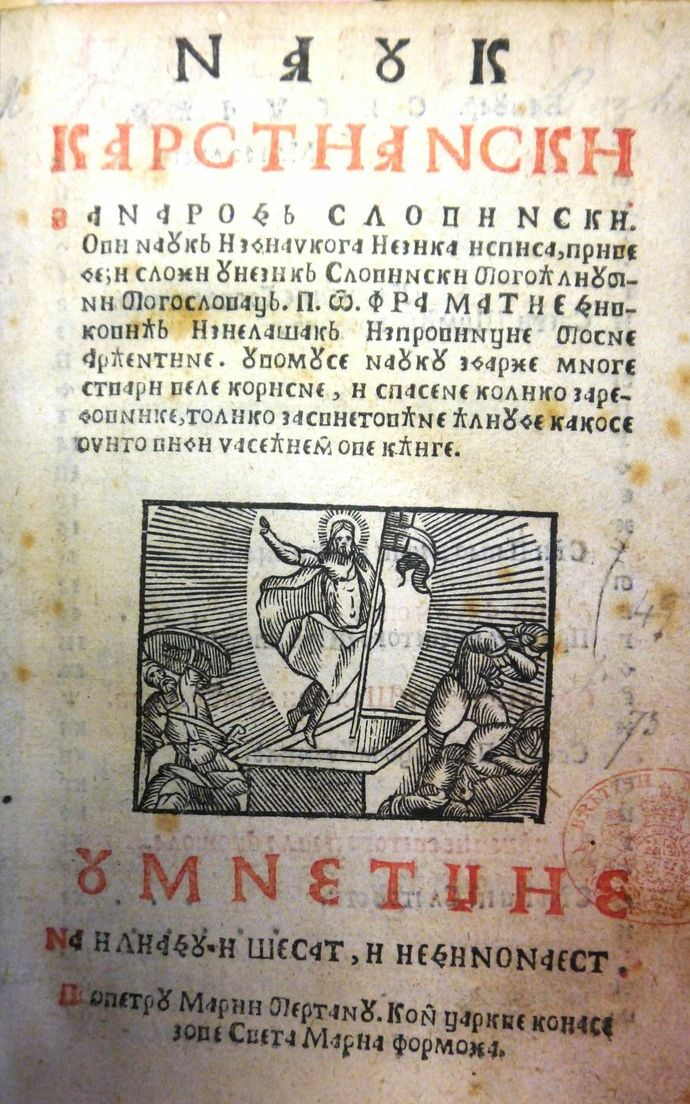
Nauk krstjanski za narod slovinski, di Matija Divković, il primo libro stampato in lingua bosniaca. Venezia, 1611
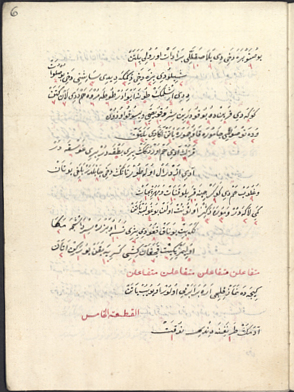
Dizionario bosniaco di Muhamed Hevaji Uskufi Bosnevi, 1631
- Manoscritto in arebica di inizio XIX secolo (Libera volontà e atti di fede)
- Il Libro bosniaco della scienza della condotta, di 'Abdulwahāb b.' Abdulwahāb Žepčewī, 1831
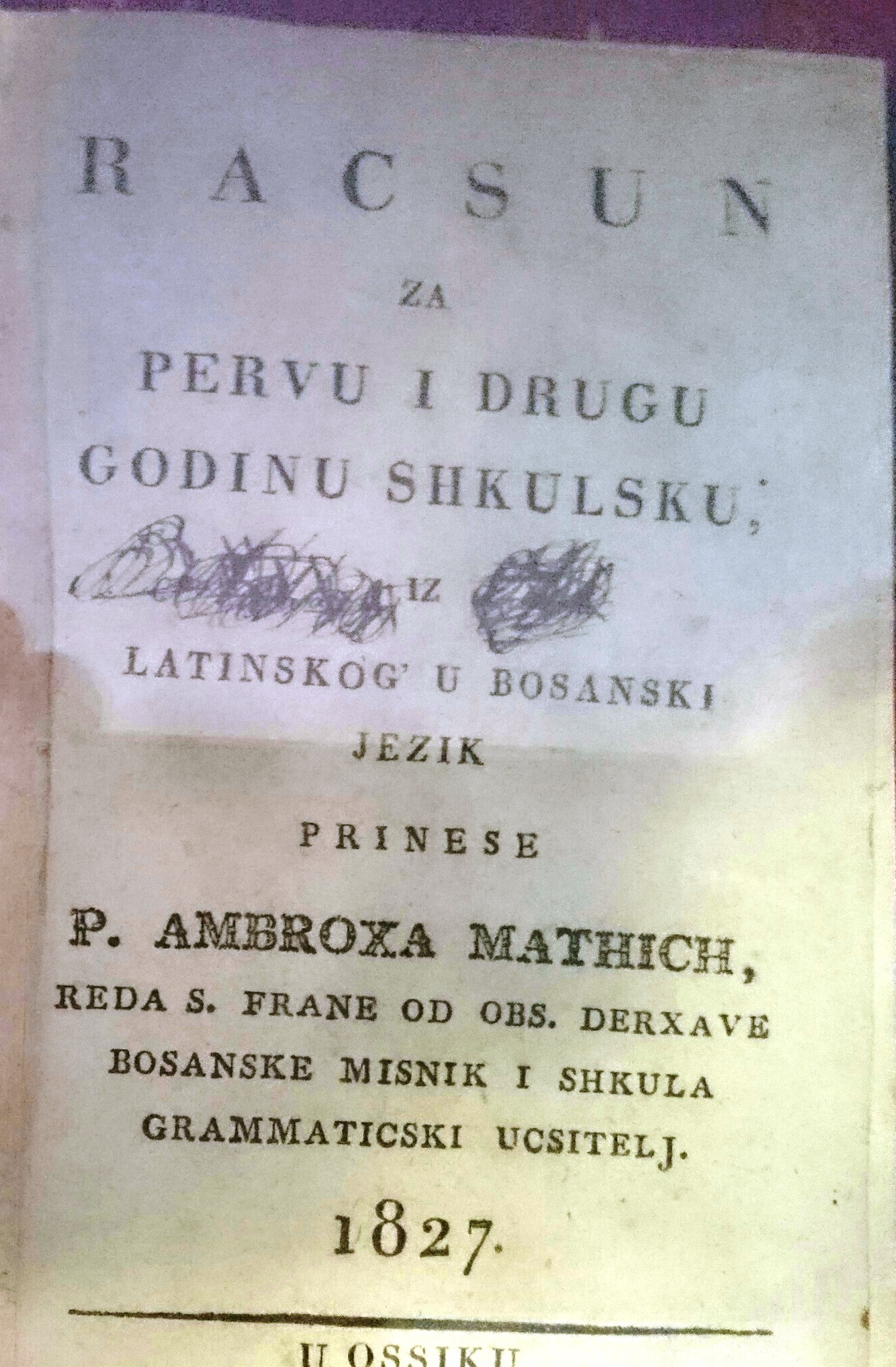
Manuale scolastico di bosniaco e di latino, 1827
- Grammatica bosniaca, 1890

## Sistema di scrittura

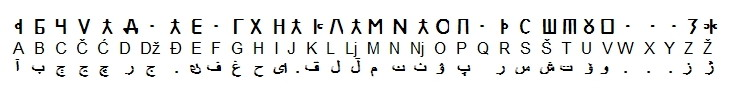
Antichi alfabeti bosniaci: bosančica (alto) e arebica (basso), comparati con l'attuale alfabeto in caratteri latini

Il bosniaco ha come alfabeti ufficiali sia l'alfabeto latino, in versione croata (che è il metodo di scrittura più utilizzato), sia l'alfabeto cirillico, in versione serba.
I bosniaci in passato hanno utilizzato anche altri tipi di scrittura, meno standardizzati: il bosančica, cirillico bosniaco, poi detto begovica, usato dalla nobiltà bosniaca; e una scrittura di derivazione arabo-persiana, chiamata arebica.

## Fonologia

### Vocali
Il sistema vocalico bosniaco è semplice, con solo cinque vocali. Tutte le vocali sono monottonghi.
| Alfabeto latino | Alfabeto cirillico | IPA | X-SAMPA | Descrizione             | Italiano         |
| --------------- | ------------------ | --- | ------- | ----------------------- | ---------------- |
| i               | и                  | [i] | [i]     | centrale chiusa         | linea            |
| e               | е                  | [ε] | [E]     | anteriore medio-aperta  | è (verbo essere) |
| a               | а                  | [a] | [a]     | anteriore aperta        | gatto            |
| o               | о                  | [ɔ] | [o]     | posteriore medio-aperta | cosa             |
| u               | у                  | [u] | [u]     | posteriore chiusa       | lupo             |

### Consonanti
Il sistema consonantico è più complicato di quello vocalico e la sua caratteristica principale è una serie di consonanti affricate e palatali. Come in italiano, la sonorità è una distinzione fonematica, mentre l'aspirazione non lo è.
| Alfabeto latino        | Alfabeto cirillico | IPA      | X-SAMPA  | Descrizione                       | Approssimazione italiana |
| Vibranti               | Vibranti           | Vibranti | Vibranti | Vibranti                          | Vibranti                 |
| ---------------------- | ------------------ | -------- | -------- | --------------------------------- | ------------------------ |
| r                      | р                  | [r]      | [r]      | vibrante alveolare                | ramo                     |
| Approssimanti          |                    |          |          |                                   |                          |
| v                      | в                  | [ʋ]      | [P]      | approssimante labiodentale        | vaso                     |
| j                      | ј                  | [j]      | [j]      | approssimante palatale            | ieri                     |
| Approssimanti laterali |                    |          |          |                                   |                          |
| l                      | л                  | [l]      | [l]      | approssimante laterale alveolare  | lana                     |
| lj                     | љ                  | [ʎ]      | [L]      | approssimante laterale palatale   | aglio                    |
| Nasali                 |                    |          |          |                                   |                          |
| m                      | м                  | [m]      | [m]      | nasale bilabiale                  | mina                     |
| n                      | н                  | [n]      | [n]      | nasale alveolare                  | no                       |
| nj                     | њ                  | [ɲ]      | [J]      | nasale palatale                   | gnomo                    |
| Fricative              |                    |          |          |                                   |                          |
| f                      | ф                  | [f]      | [f]      | fricativa labiodentale sorda      | fase                     |
| s                      | с                  | [s]      | [s]      | fricativa alveolare sorda         | sole                     |
| z                      | з                  | [z]      | [z]      | fricativa alveolare sonora        | s intervocalica rosa     |
| š                      | ш                  | [ʃ]      | [S]      | fricativa postalveolare sorda     | scelta                   |
| ž                      | ж                  | [ʒ]      | [Z]      | fricativa postalveolare sonora    | francese je              |
| h                      | х                  | [x]      | [x]      | fricativa glottidale sorda        | tedesco nach             |
| Affricate              |                    |          |          |                                   |                          |
| c                      | ц                  | [ʦ]      | [ts]     | affricata alveolare sorda         | z sorda: ragazzo         |
| dž                     | џ                  | [ʤ]      | [dZ]     | affricata postalveolare sonora    | gioco                    |
| č                      | ч                  | [ʧ]      | [tS]     | affricata postalveolare sorda     | cella                    |
| đ                      | ђ                  | [ʥ]      | [dz\]    | affricata alveolo-palatale sonora | giro                     |
| ć                      | ћ                  | [ʨ]      | [ts\]    | affricata alveolo-palatale sorda  | città                    |
| Occlusive              |                    |          |          |                                   |                          |
| b                      | б                  | [b]      | [b]      | occlusiva bilabiale sonora        | bello                    |
| p                      | п                  | [p]      | [p]      | occlusiva bilabiale sorda         | pino                     |
| d                      | д                  | [d]      | [d]      | occlusiva alveolare sonora        | dente                    |
| t                      | т                  | [t]      | [t]      | occlusiva alveolare sorda         | tetto                    |
| g                      | г                  | [ɡ]      | [g]      | occlusiva velare sonora           | gatto                    |
| k                      | к                  | [k]      | [k]      | occlusiva velare sorda            | c dura: cane, k          |

Quando due o più consonanti si trovano adiacenti, possono suonare tutte o sorde o sonore. Tutte le consonanti diventano sonore, se l'ultima consonante dell'insieme è di per sé sonora, oppure tutte le consonanti diventano sorde, se l'ultima consonante dell'insieme è di per sé sorda. Questa regola non vale però per le approssimanti che possono trovarsi in posizione adiacente ed essere lette sonore e sorde; in tal modo si comportano le consonanti nelle parole di origine straniera (Washington viene trascritta come VašinGton/ВашинГтон pron: [vaʃinɡtɔn]).
La R può essere contata come sillabica, svolgendo il ruolo di una vocale in varie parole (e occasionalmente prendere l'accento e l'accento lungo). Per esempio, lo scioglilingua na vrh brda vrba mrda coinvolge quattro parole con la r sillabica. Una caratteristica simile esiste nel ceco, nello slovacco, nello sloveno e nel macedone. Più raramente la L può essere sillabica (come nel nome del fiume Vltava).

## Premi Nobel per la letteratura di lingua bosniaca
• Ivo Andrić